# YG Entertainment
YG Entertainment (кор. YG엔터테인먼트;) — южнокорейское развлекательное агентство, основанное в 1996 году Ян Хён Соком. Компания работает как лейбл звукозаписи, агентство по поиску талантов, компания по производству музыки, компания по организации мероприятий и концертов, а также музыкальное издательство. Кроме того, компания управляет рядом дочерних предприятий в рамках отдельной публичной компании YG PLUS, которая включает линию одежды, агентство по управлению гольфом и косметический бренд.
Среди нынешних артистов Sechs Kies, Big Bang, Akdong Musician, Winner, BLACKPINK, Treasure и BabyMonster, а также актёры и актрисы, такие как Кан Дон Вон, Чхве Джиу, Чха Сы Вон, Ли Сон Гён, Ю Ин На и Сон Наын. Другие известные артисты (такие как Соми) выпускают музыку под маркой дочерней компании YG Entertainment The Black Label.
Среди бывших артистов, работавших с YG Entertainment — Wheesung, Epik High, 1TYM, Gummy, Seven, Минджи, Пак Бом, 2NE1, Нам Тэхён, Ли Джон Сок, Psy, Сынни, B.I, One, CL, Ли Хай, Jinusean, Пак Сандара, T.O.P, Тэ Сон, iKON, G-Dragon, Дженни, Розэ, Лиса, Джису.

## История

### 1996—2005: Корни хип-хопа, ранний успех и K-pop группы первого поколения
В марте 1996 года Ян Хён Сок, бывший участник легендарной корейской группы Seo Taiji and Boys, основал звукозаписывающую компанию YG Entertainment. Первой группой, дебютировавшей под этим лейблом, стал коллектив Keep Six, выпустивший свой единственный альбом Six in tha Chamber в мае того же года. Следующим артистом компании стал дуэт Jinusean, который получил признание у публики и стал довольно популярным. Затем последовали релизы альбомов группы 1TYM и самого главы компании, Ян Хён Сока. 1TYM и Jinusean также считаются лидерами популяризации стиля хип-хоп в Корее. В 1999 году артисты компании записали альбом-сборник под общим именем YG Family.
В последующие годы компания выпустила альбомы Перри, Swi.T, Wheesung, а также второй сборник YG Family. В 2003 году дебютировала группа Big Mama, которая приобрела известность именно благодаря своим вокальным данным, а не внешним. Затем под лейблом YG Entertainment дебютировал сольный певец Se7en, а также сольные певицы Лекси и Gummy. В 2005 дочерняя компания YG Underground сформировала и выпустила хип-хоп группы 45RPM и Stony Skunk. Кроме того, благодаря заключению ряда контрактов между YG Entertainment и Nexstar Records, Se7en начал продавать свои альбомы и выступать в Японии.

### 2006—2011: Мейнстрим прорыв

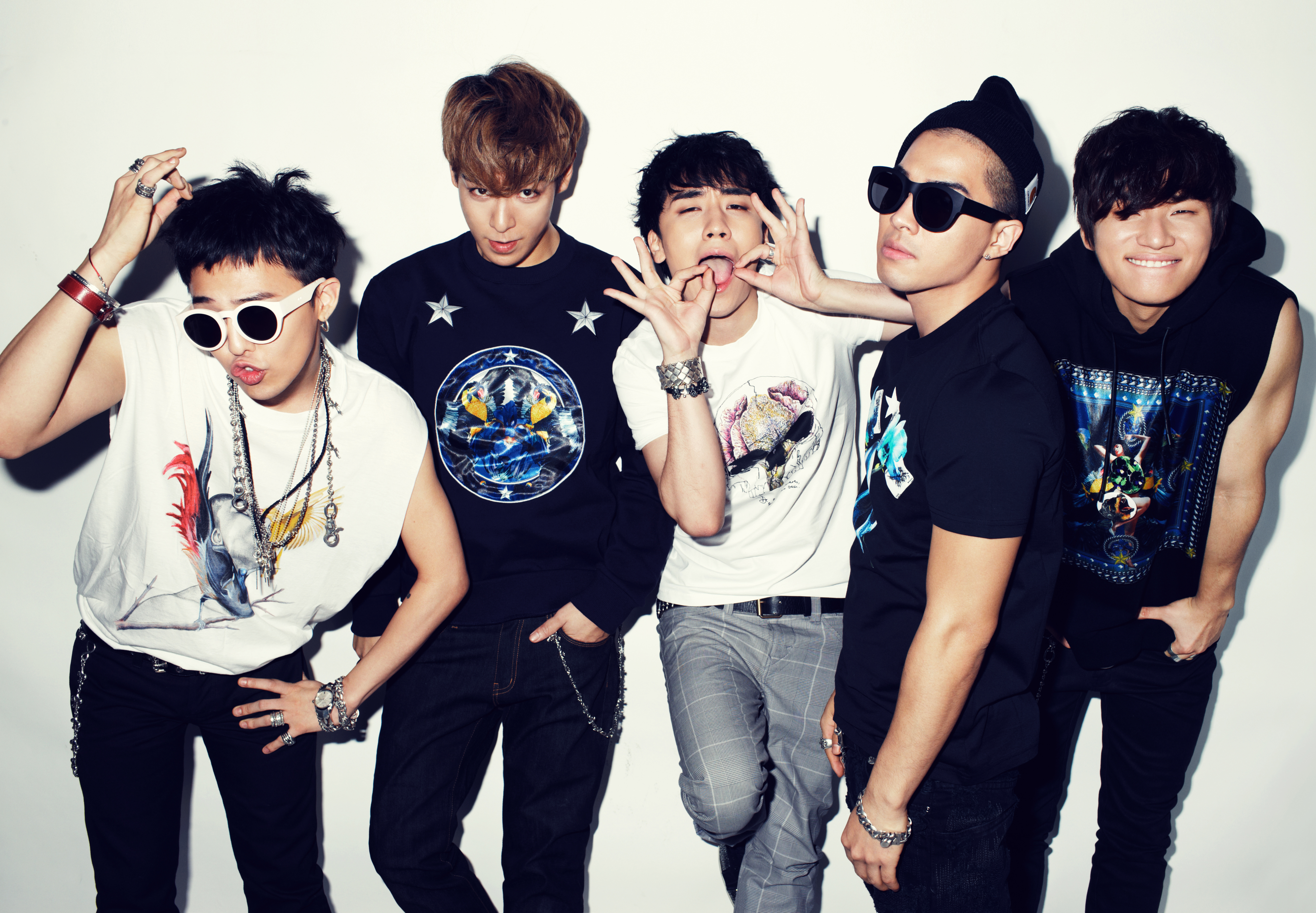
Big Bang — самый успешный артист YG, они отвечали за более половины альбомов YG, проданных в Корее с 2014 по 2017 года.

После успеха Se7en YG Entertainment сформировали свою первую группу айдолов Big Bang в 2006 году. Несмотря на первоначальный тёплый приём, прорыв группы в следующем году и их постоянная популярность сделали их одной из крупнейших и наиболее приемлемых для бойз-бендов в мире. За ними последовала первая успешная женская группа YG 2NE1 в 2009 году, которая до расформирования в 2016 году считалась одной из самых успешных и популярных женских групп в Южной Корее. Аналогично Se7en, обе группы провели успешную карьеру в Японии.

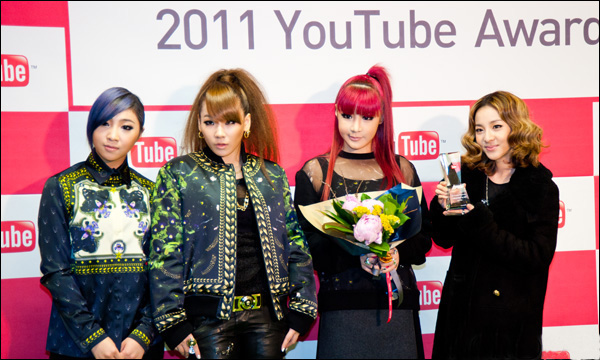
2NE1 стали первой крупной женской группой YG Entertainment, которая пошла по стопам Big Bang в 2009 году.

В 2010 году YG Entertainment сделали широко разрекламированный переезд в новое здание, а старая штаб-квартира стала учебным центром. В том же году компания безуспешно подала заявку на листинг на фондовой бирже; но было отказано из-за того что у компании слишком мало активных музыкальных групп и нестабильный денежный поток, несмотря на увеличение прибыли в 2009 году. Позднее в том же году лейбл подписал контракт с Psy.

### 2012—2015: Международное признание и расширение бизнеса

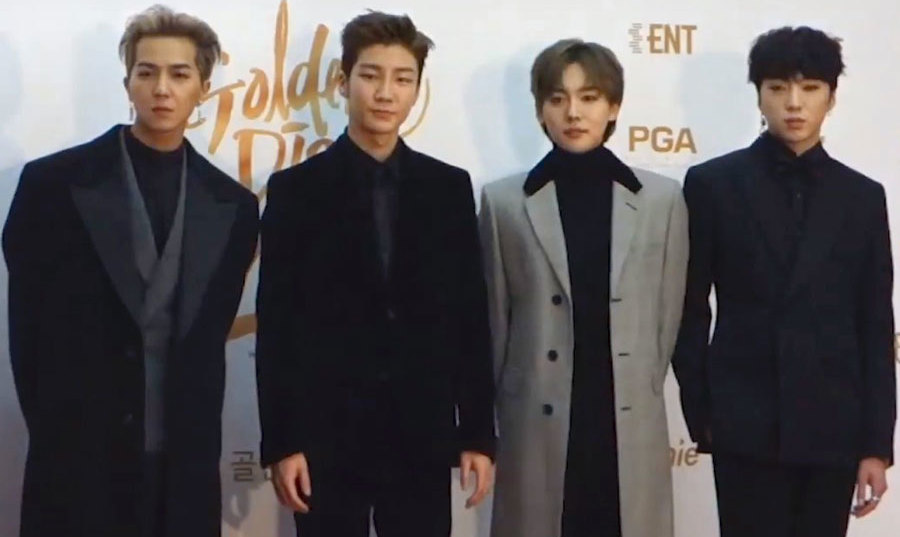
Winner успешно дебютировали в 2014 году и стали K-pop группой, которая быстрее всех заняла первое место на музыкальных шоу — через шесть дней после дебюта

2012 год принёс YG международное признание, когда песня Psy «Gangnam Style» завоевал мировую популярность как вирусное видео. 21 августа он занял первое место в чартах iTunes Music Video. Этот подвиг был первым для южнокорейского артиста. К 24 ноября «Gangnam Style» стал самым просматриваемым видео в истории YouTube и первым видео, которое превысило 1 млрд просмотров. Эта песня была названа основной причиной роста цен на акции YG Entertainment более чем на 60 процентов, когда звукозаписывающий лейбл впоследствии представил свой первый годовой отчёт в 2012 году с прибылью более 50 % после публикации на сайте KOSDAQ годом ранее.
В том же году лейбл подписал контракт с рэпером и продюсером Табло, лидером хип-хоп группы Epik High, возобновив свою карьеру после музыкального перерыва после его спора в Стэнфорде. Группа Табло Epik High позже перешла на лейбл после его успеха.
Ян Хе Сок был в качестве судьи на реалити-шоу K-pop Star, с победительницей шоу Ли Хай был заключён контракт. Другие финалисты шоу расценивались в качестве потенциальных участников будущих бойз-бендов лейбла. Во втором сезоне шоу, оба победителя стали, дуэт брата и сёстры Akdong Musician и занявший второе место Бан Едам подписали контракт с агентством. В 2013 году Ян Хён Сок объявил о шоу на выживание WIN: Who Is Next, в конце которого будет объявлен новый боз-бенд лейбла. Заключение реалити-шоу ознаменовало формированием Winner.

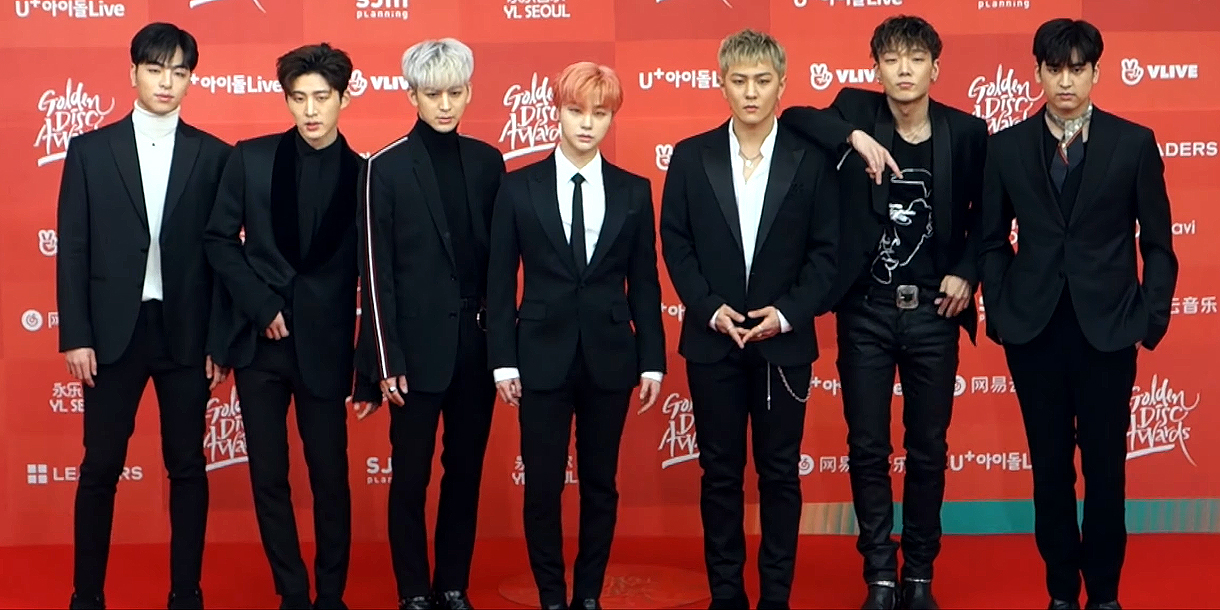
IKON дебютировали в 2015 году.

В 2014 году YG Entertainment приобрела сотрудников и актёров T Entertainment, в том числе Чха Сын Вона, Им Йе Джин и Чан Хён Сан. Кроме того, благодаря приобретению модельного агентства K-Plus, оно расширило своё действующее подразделение за счёт действующих дебютов моделей Ли Сон Гён и Нам Джу Хёк. YG также подписали контракт с актрисой Чхве Джиу. L Capital Asia, подразделение французского гиганта роскоши LVMH, позже объявила, что инвестирует в YG Entertainment до 80 млн долларов США. L Capital Asia со штаб-квартирой в Сингапуре стало вторым по величине инвестором в YG с долей 11,5 %, уступая только 28 % Ян Хён Сока. В 2014 году YG Entertainment также расширился до индустрии красоты, создав свою косметическую марку Moonshot. Участники проигравшей команды реалити-шоу «WIN: Who is Next» дебютировали как IKON вместе с новым участником.
В 2015 году YG Entertainment инвестировали около 100 млн долларов США в новый промышленный комплекс в Кёнгидо, строительство которого планируется завершить к декабрю 2018 года. Недвижимость в Сеуле стоимостью 16 млрд фунтов стерлингов (14 млн долларов США) также была приобретена с целью расширения их штаб-квартиры. В том же году компания также создала два саб-лейбла, первый во главе с Табло, а второй — с продюсерами YG Тедди Пак из 1TYM и Куш из Stony Skunk.

### 2016—2019: Скандалы и уходы артистов

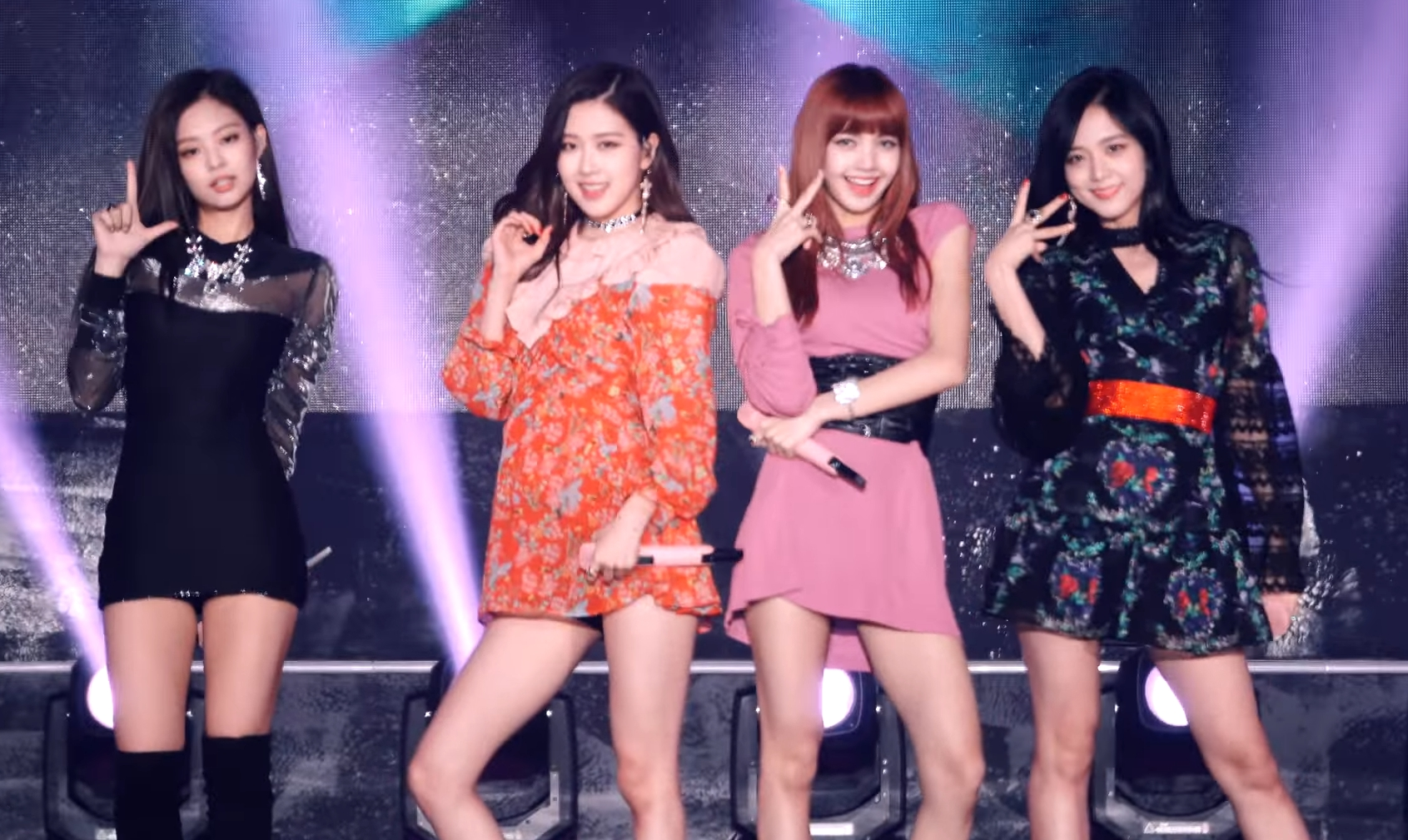
BLACKPINK дебютировали в 2016 году и стали первой женской K-pop группой, у которой четыре сингла попали на первое место в чарте Billboard World Digital Song Sales Sales. Также являются самой успешной женской K-pop группой.

Спустя шестнадцать лет после расформирования группы, в мае 2016 года K-pop группа первого поколения Sechs Kies подписала контракт с YG на возобновление своей карьеры. В том же месяце китайские технологические предприятия Tencent и Weiying Technology объявили об инвестировании 85 млн долларов США в YG. Weiying приобрёл 8,2 % акций компании, а Tencent — 4,5 %. Позже YG добавили Ли Джон Сока, Кан Дон Вона и Ким Хи Чон в свой список актёров.
8 августа 2016 года дебютировала новая женская группа под названием BLACKPINK с четырьмя участницами, а через год сольно дебютировал рэпер ONE. Позже в том же году YG запустил шоу на выживание под названием Mix Nine, шоу между стажёрами из разных агентств. Хотя победившая команда должна была дебютировать как группа, YG объявили, что дебют мужской победившей группы был отменён. Провал шоу привёл к убыткам в размере 7 млрд вон в первом квартале и 4 млрд вон за последние три месяца 2017 года, в результате чего JYP Entertainment превзошли YG, став второй по величине компанией в K-pop индустрии.
В мае 2018 года Psy покинул компанию спустя 8 лет сотрудничества.
После скандала с клубом Burning Sun, связанного с Сынни из Big Bang, обвинения в коррупции вокруг Ян Хён-Сока и нарко-скандал с участием лидера IKON BI, Ян Хён-Сок ушёл в отставку со всех постов в YG Entertainment и его брат Ян Мин-Сок, ушёл в отставку с должности генерального директора 14 июня. Хван Бо-Кён была назначена новым генеральным директором YG Entertainment 20 июня 2019 года.

### 2020–н.в: Последние достижения
7 августа 2020 года дебютировал новый бойз-бенд -Treasure.
4 мая 2021 года Корейская биржа объявила о понижении статуса YG с компаний с голубыми фишками до обычных предприятий среднего бизнеса. Статус был приобретён в апреле 2013 года. Компания зафиксировала чистый убыток в размере 1,8 млрд вон и рентабельность собственного капитала −0,5 %. Его основной бизнес — производство музыки и управление — понёс операционные убытки за последние два года.
18 мая YG объявили, что дебютируют новую женскую группу во второй половине 2021 года
26 декабря 2022 года было объявлено, что и Тхэян, и Дэсон покидают YG Entertainment спустя 16 лет; Тхэян перейдет в дочернюю компанию The Black Label, а Дэсон ищет новый старт в новом агентстве, и оба заверили, что они останутся участниками Big Bang. 30 декабря YG объявили, что все оставшиеся участники iKON решили не продлевать свои контракты после 7 лет работы в компании. Также был объявлен дебют новой женской группы YG Baby Monster, спустя 7 лет.

## Артисты

### Звукозаписывающие артисты
| Группы - Sechs Kies - Big Bang - AKMU - Winner - Blackpink - Treasure - BabyMonster Проектные группы - GD X Taeyang | Соло-артисты - Ын Чжи Вон - Юн - Мино - Джину - Ли Сухён - Ли Чан Хëк - Krunk | Продюсеры - Тэдди Пак - Choice37 - Future Bounce - Кан Ук Джин - AiRPLAY - Лидия Пэк - Хам Сын Чхон - iHwak - Rovin - Юн - Мино - Ли Чан Хёк - Millennium - Diggy - Bekuh Boom - R.Tee - Asa |

### Другие артисты
The Black Label
- Тхэян
- Zion.T
- Okasian
- Чон Соми
- Vince
- Peejay
- R.Tee
- Розэ

YGX Entertainment
- Viini

### Актёры и актрисы
- Бэ Чон Нэм
- Чха Сын Вон
- Чхве Джиу
- Сон Наын
- Кан Дон Вон
- Хань Сюн Ен
- Чон Хён Сон
- Чан Ки Ён
- Джин Гён
- Пак Бо Гом
- Чо Хе Чжу
- Чон Хе Ён
- Юн Юн Сок
- Чжу У Чжэ
- Кан Со Вон
- Кан Хви
- Кан Сын Юн
- Ким Хи Э
- Квон Хан Соль
- Квон Хён Бин
- Кён Су Чжин
- Ли Хо Чжон
- Ли Хён Ук
- Ли Джи Ни
- Ли Джу Мён
- Ли Ки Тэк
- Ли Су Хёк
- Ли Сонкён
- Нам Кюхи
- Пак Хёнсоп
- Пак Янри
- Со Чонён
- Сон Ходжун
- Со Лисо
- Ван И Цзюнь
- У Канмин
- Ю Инна

## Бывшие артисты
- Keep Six (1996)
- Sechs Kies
  - Кан Сон Хун (2016—2019)
- Маста Ву (2000—2016)[67]
- Jinusean (1997–2020)
- 1TYM (1998–2006)
- Swi.T (2002—2005)
- Хвисон (2002—2006)
- Gummy (2003—2013)
- Big Mama (2003—2007)
- Se7en (2003—2015)
- Digital Masta (2003—2011)
- Лекси (2003—2007)
- Stony Skunk (2003—2008)
- XO (2003—2004)
- Wanted (2004—2006)[68]
- Brave Brothers (2004—2008)
- 45RPM (2005—2008)
- SoulStaR (2005—2007)
  - Сынни (2006—2019)[69]
  - T.O.P (2006–2022)
- 2NE1 (2009—2016)[70]
  - Минджи (2009—2016)[71][72]
  - Пак Бом (2009—2017)
  - CL (2009—2019)
  - Дара (2009—2021)
- Psy (2010—2018)
- Ли Хай (2012—2019)[73]
- Epik High (2012—2018)
- Winner
  - Нам Тэхён (2014—2016)[74]
- HIGHGRND Artists (2015—2018)
- Hi Suhyun (2014—2019)
- One (2015—2019)[75]
- iKON (2015–2022) 
  - B.I (2015—2019)[76]
- Джэй (2015–2022)
- Сон (2015–2022)
- Бобби (2015–2022)
- DK (2015–2022)
- Джун (2015–2022)
- Чан (2015–2022)
- Анда (2018–2021)
- Масихо (2020–2022)
- Бан Едам (2020–2022)
- Дженни (2016-2023)
- Розэ (2016-2023)
- Лиса (2016-2023)
- Джису (2016-2023)

### Актёры и актрисы
- Пак Хан Бёль (2002—2004)
- Чон Сон Ир (2009—2011)
- Хо И Чжэ (2009—2011)
- Кан Хё Чжон (2001—2013)
- Стефани Ли (2014—2017)
- Ли Ён У (2014—2017)
- Ку Хе Сон (2003—2017)
- Чон Ю Чжин (2016—2018)
- Ли Чон Сок (2016—2018)
- Го Чжун Хи (2017—2019)
- О Сан Чжин (2017—2019)
- Ким Хи Чон (2016—2019)
- Ким Сэ Рон (2016—2019)
- Им Е Чжин (2014—2019
- Ван Чжи Вон (2018—2020)
- Нам Джу Хёк (2013—2020)
- Джису (2015-2023)

### Комедианты
- Ю Бёндже (2015—2019)
- Ан Ёнми (2015—2020)

## Благотворительность
YG Entertainment пообещали пожертвовать 100 вон за каждый проданный альбом, 1 % от всех продаж товаров и 1000 вон за каждый концертный билет на благотворительные цели. В 2009 году они привлекли 141 000 долларов US$, а в 2010 году — 160 000 долларов США. Компания также напрямую поставила уголь на сумму 4400 $ США нуждающимся семьям в течение зимнего сезона. Они объявили, что пожертвует около 500 000 долларов US$ на помощь пострадавшим от стихийного бедствия после землетрясения и цунами в Тохоку в 2011 году.
В 2013 году Ян Хён Сок попал в заголовки газет, пожертвовав все дивиденды, которые он получил как акционер YG Entertainment, чтобы помочь маленьким детям, нуждающимся в хирургической помощи. Его дивиденды составили около 922 000 долларов США.
В 2015 году YG Entertainment пожертвовали Корейскому комитету ЮНИСЕФ 100 млн фунтов стерлингов (92 450 долл. US$) для оказания помощи в случае стихийных бедствий после землетрясения в Непале.

## Партнёры

### Музыкальные дистрибьюторы
Записи YG Entertainment распространяются по следующим:
- Genie Music (в целом), LOEN Entertainment (только конкретные версии) — Южная Корея[a]
- YGEX — Япония
- BEC-TERO Music — Таиланд
- Trinity Optima Production — Индонезия
- Tencent — Китай (только онлайн)
- WMG — Азия (Тайвань, Сингапур, Гонконг, и т.д.)
- Interscope Records — Европа и Северная Америка (только для Blackpink и Чон Соми (The Black Label))

### Другие партнёры

#### United Asia Management
В апреле 2011 года United Asia Management была создана как совместное агентство по управлению талантами между YG Entertainment, SM Entertainment, JYP Entertainment, KeyEast, AMENT и Star J Entertainment.

#### Live Nation
YG Entertainment сначала сотрудничали с калифорнийской компанией по продвижению концертов Live Nation, чтобы спродюсировать «Alive Galaxy Tour» Big Bang (2012). Live Nation впоследствии руководили 2NE1 «New Evolution World Tour» (2012) и G-Dragon «One of a Kind World Tour» (2013). Генеральный менеджер Live Nation Asia Матс Брандт сказал в интервью, что компания считает, что Big Bang имеют наибольший потенциал для того, чтобы стать «мировым артистом».

#### Asiana Airlines
Asiana Airlines подписали договор с YG Entertainment в январе 2013 года, обеспечивая транспорт для своего персонала в / из внутренних и международных направлений в обмен на рекламу.

## Дочерние компании
- Shinning Star Culture (Китай)
- YG Entertainment Japan (Япония)
- YG KPLUS
- YG PLUS
- The Black Label

### Саб-лейблы
- The Black Label
- YGX

### Другие
- YG Sports
- YG STUDIOPLEX

### Бывшие
- YG Underground (2005—2009)
- HIGHGRND (2015—2018)
- PSYG (2016—2018)